# MIM-104 Patriot
MIM-104 Patriot este un sistem de rachete sol-aer (SAM), principalul de acest tip folosit de Armata Statelor Unite și de mai multe națiuni aliate. Este fabricat de antreprenorul american de apărare Raytheon și își derivă numele de la componenta radar a sistemului de arme. AN/MPQ-53 din centrul sistemului este cunoscut sub denumirea de „Radar de urmărire în fază pentru a intercepta pe țintă”, care este un acronim inversat pentru PATRIOT. Sistemul Patriot a înlocuit sistemul Nike Hercules drept sistemul principal de apărare aeriană înaltă până la medie (HIMAD) al Armatei SUA și a înlocuit sistemul MIM-23 Hawk ca sistemul de apărare aeriană tactică medie a armatei americane. Pe lângă aceste roluri, Patriot a primit funcția sistemului de misile antibalistice (ABM) al Armatei SUA, care este acum misiunea principală a lui Patriot. Este de așteptat ca sistemul să rămână pe teren până la cel puțin în 2040.
Patriot utilizează un sistem avansat de interceptor al rachetelor și sisteme radar de înaltă performanță. Patriot a fost dezvoltat la Redstone Arsenal în Huntsville, Alabama, care a dezvoltat anterior sistemul Safeguard ABM și componentele sale de rachete Spartan și misilele hipersonice Sprint. Simbolul pentru Patriot este un desen al unui Minuteman revoluționar din perioada războiului.
Sistemele Patriot au fost vândute în Olanda, Polonia, Germania, Egipt, Japonia, Israel, Arabia Saudită, Kuweit, Republica Chineză (Taiwan), Grecia, Spania, Emiratele Arabe Unite, Qatar și România. Coreea de Sud a achiziționat mai multe sisteme Patriot second-hand din Germania, după misilele balistice lansate de Coreea de Nord în Marea Japoniei și au procedat la testarea nucleară subterană în 2006. De asemenea, Iordania a achiziționat mai multe sisteme Patriot second-hand din Germania. Polonia găzduiește rotațiile de antrenament ale unei baterii de lansatoare Patriot din SUA. Aceasta a început în orașul Morąg în mai 2010, dar ulterior a fost mutat mai departe de granița rusă la Toruń și Ustka din cauza obiecțiilor rusești. La 4 decembrie 2012, NATO a autorizat desfășurarea de lansatoare de rachete Patriot în Turcia pentru a proteja țara împotriva rachetelor trase în războiul civil din Siria vecină. Patriot a fost unul dintre primele sisteme tactice din Departamentul Apărării al SUA (DoD) care a folosit autonomie letală în luptă.
Sistemul Patriot a câștigat notorietate în timpul războiului din Golful Persic din 1991, cu interceptarea a peste 40 de rachete scud irakiene, dar aceste afirmații au devenit o sursă de controverse. Sistemul a fost folosit cu succes împotriva rachetelor irakiene în Războiul din Irak din 2003 și a fost folosit și de forțele saudite și Emiratele în conflictul din Yemen împotriva atacurilor cu rachete Houthi. Sistemul Patriot a obținut primele doborâri indiscutabile ale aeronavelor inamice în serviciul Comandamentului Apărării Aeriene din Israel. Bateriile israeliene MIM-104D au doborât două UAV-uri Hamas în timpul Operațiunea Protective Edge la 31 august 2014 și mai târziu, la 23 septembrie 2014, o baterie israeliană Patriot a doborât un Suhoi Su-24 al Forțele Aeriene Siriene care a pătruns în spațiul aerian israelian, realizând prima doborâre a unei aeronave inamice echipate în lume pentru sistem.

## Legături externe
- Aerojet Rocketdyne PAC-3 MSE Arhivat în 9 mai 2019, la Wayback Machine.
- CSIS Missile Threat – Patriot
- Patriot MIM-104 surface-to-air defense missile system – Army Recognition Arhivat în 8 ianuarie 2020, la Wayback Machine.
- Official Raytheon (missile contractor) PATRIOT web site
- MIM-104 Patriot – Armed Forces International
- Lockheed Martin Patriot MIM-104E PAC III – Photos, H.A.F